# Macropsis vallaris
Macropsis vallaris är en insektsart som beskrevs av Dlabola 1963. Macropsis vallaris ingår i släktet Macropsis och familjen dvärgstritar. Inga underarter finns listade i Catalogue of Life.